# ディズニー・ライブ・ファミリー・エンターテインメント
ディズニー・ライブ・ファミリー・エンターテインメント（Disney Live Family Entertainment）は、ウォルト・ディズニー・カンパニー（ウォルト・ディズニー・スタジオ内）傘下のエンターテインメント事業者である。

## 概要
ディズニーパーク以外でのエンターテインメントショーを世界各国で行う事業である（日本を含む）。主に行うショーは『ディズニー・オン・アイス』や『ディズニー・ライブ!』の公演をしている。
また、ウォルト・ディズニー・スタジオ内の一部のディズニー・シアトリカル・グループ社の主要子会社である。
またディズニーパークにいるミッキーマウスやミニーマウス、ドナルドダックなどの人気ディズニーキャラクターやディズニープリンセスも登場する。

## 公演
- ディズニー・オン・アイス
  - ミッキーマウスやミニーマウスたちが氷の上でアイススケートをする。
- ディズニー・ライブ!
  - ディズニー映画のワンシーンやマジックショーをする。ミッキーマウスやミニーマウス、ディズニープリンセスなども登場する。